# Кхеда (окръг)
Кхеда е окръг в щата Гуджарат, Индия с площ от 4215 км2 и население 2 024 216 души (2001). Главен град е Кхеда.

## Административно деление
Окръга е разделен на 10 талука.

## Население
Населението на окръга през 2001 година е 2 024 216 души, около 71,96 % от населението е неграмотно.

### Религия
(2001)
- 1 775 214 – индуисти
- 218 660 – мюсюлмани
- 23 178 – християни